# Вельди, Хейно Тынисович
Хейно Тынисович Вельди (эст. Heino Veldi; 26 июня 1936, волость Таэвере, Вильяндимаа) — советский и эстонский государственный и хозяйственный деятель. Первый заместитель председателя Совета министров Эстонской ССР (1983—1988), депутат Верховного совета СССР (1984—1989).

## Биография
Окончил среднюю школу в Сууре-Яани в 1955 году и Эстонскую сельскохозяйственную академию в 1960 году по специальности инженер-механик. В 1962—1966 годах главный инженер Пайдеского районного управления сельского хозяйства. В 1966—1979 годах — начальник управления, заместитель министра сельского хозяйства Эстонской ССР. В 1979—1981 годах — председатель Комитета Эстонской ССР по сельскохозяйственной технике.
В 1981—1983 годах — заместитель, в 1983—1988 годах — первый заместитель председателя Совета министров Эстонской ССР. Одновременно в 1985—1988 годах — председатель Государственного агропромышленного комитета Эстонской ССР. В 1984 году также был избран депутатом Верховного совета СССР 11-го созыва[уточнить]. Депутат Верховного совета Эстонской ССР 10-го созыва. Делегат XXVII съезда КПСС (1986). На XIX съезде КП Эстонской ССР (1986) избран кандидатом в члены Бюро ЦК КПЭ.
В 1989—1992 годах — советник по сельскому хозяйству посольства СССР в Дании.
В 1992—1994 годах — советник министра сельского хозяйства Эстонской Республики. В 1994—2000 годах — генеральный директор компании «Kuusalu Tehas».
Увлекается охотой.

## Произведения
- Veldi, Heino. Põllumajanduse mehhaniseerimise aktuaalseid probleeme : abiks lektorile / H. Veldi ; Eesti NSV ühing «Teadus», Eesti NSV Rahvaülikoolide Nõukogu. — Tallinn : [Eesti NSV ühing «Teadus»], 1969. — 15 l. ; 29 cm. («Актуальные проблемы механизации сельского хозяйства: в помощь преподавателю»)
- Veldi, Heino. Loengulise propaganda ülesannetest NLKP 1978. a. juulipleenumi otsuse «NSV Liidu põllumajanduse edasiarendamisest» selgitamisel : abiks lektorile / H. Veldi ; Eesti NSV Ühing «Teadus». — Tallinn : Eesti NSV Ühing «Teadus», 1978. — 21 lk. ; 30 cm. («О задачах лекционной пропаганды в КПСС в 1978 году. Разъяснение решения июльского пленума „О дальнейшем развитии сельского хозяйства в СССР“»)
- Х. Вельди, Г. Мелиц. Развивать массовое техническое творчество на селе. М. Профиздат 1980. 47 с. 20 см.
- Heino Veldi. Rääka küla vanad ja noored. Rebellis, 2016. 160 c.[1]
- Aadu Püvi, Heino Veldi, Arder Väli. Eesti Põllumajandustehnika sõnas ja pildis 1961—1991. — Tallinn, 2019. — 438 lk. : ill., portr. ; 31 cm. («Эстонская сельскохозяйственная техника в словах и картинках 1961—1991»)[2]

## Награды
- Орден «Знак Почёта»
- Орден Трудового Красного Знамени
- Государственная премия Эстонской ССР

## Личная жизнь
Родители — Тынис Фельдман (Вельди, 1899—?) и Анна Пани (1902—?).